# Åke Hellberg
Åke Hellberg, född 19 december 1944, är en svensk skådespelare.

## Biografi
Redan när Hellberg flyttade till Malmö 1961, började Hellberg med teaterkurser hos ABF. Han uppträdde i Malmö Folkets park  den sommaren. Senare kom han in på teaterskolan Thespis som var tvåårig. Med anledning av  de prov han avlade kontaktades han av Malmö stadsteater och erbjöds jobb i en pjäs på Intiman, Dürenmats Fysikerna Där han spelade son till Möbius spelad av Sture Lagervall. Hans mor spelades av Gudrun Brost. Sen Spelade han  hos "Teater 23" i Malmö 1964 samtidigt som han gick i Ulla Rohdes teaterskola.  Vid slutet av 1960-talet kontaktades han av Fred Hjelm som fått tillstånd att starta PRO-TEATERN som en ensemble vid Riksteatern. Han engagerades där, först i pjäsen Prima Liv av Arnold Vesker. Pjäsen spelades både 68 och 69 i Sverige med Riksteatern. Sedan har Hellberg medverkat i en lång rad produktioner Som fast anställd skådespelare vid Riksteatern, bland annat Anne Franks dagbok, Can Can, Kvinnor och äppelträd, Kiss me Kate, Spökhotellet, Den jäktade, Vintergatan, där de enda två skådespelarna var han och Kent Andersson. Han har också spelat enmansföreställningen Mannen med läderbollen 2003. Sommaren 1971 spelade han piccolon i Nils Poppes uppsättning av Vita Hästen på Fredriksdalsteatern i Helsingborg. Han spelade sommarteater med Berit Carlberg i Södertälje 2006 och medverkade i revyn Med ålderns rätt på Nya Casinoteatern i Stockholm. Under åren har Åke Hellberg också regisserat ett ganska stort antal föreställningar vid Riksteatern. Hellberg har spelat på Stockholms stadsteater, Malmö stadsteater, Dramaten och Västerbottensteatern. I tre säsonger spelade han sommarteater i Södertälje med Berit Carlberg. Somrarna 2014 och 2015 spelade han vid Mälarhöjdens friluftsteater. Hellberg är även aktiv som nämndeman vid Tingsrätten Södertörn och förvaltningsdomstolen migration Stockholm genom Vänsterpartiet i Årsta.

## Filmografi
- 1971 – Oh mein Poppe
- 1979 – Den nya människan
- 1988 – Guld!
- 1998 – I nöd och lust

## Teater

### Roller (ej komplett)
| År   | Roll                 | Produktion                                                            | Regi             | Teater                 |
| ---- | -------------------- | --------------------------------------------------------------------- | ---------------- | ---------------------- |
| 1974 |                      | Så tuktas en argbigga (The Taming of the Shrew) William Shakespeare   | Lennart Kollberg | Riksteatern            |
| 1980 | Telegrafisten Kasper | Hoppla, vi lever! (Hoppla, wir leben!) Ernst Toller                   | Fred Hjelm       | Stockholms stadsteater |
| 1981 | Castiello            | Lördag, söndag, måndag (Sabato, domenica e lunedi) Eduardo De Filippo | Andris Blekte    | Stockholms stadsteater |
| 1986 |                      | Spökhotellet (L'Hôtel du libre-échange) Georges Feydeau               | Pierre Fränckel  | Riksteatern            |